# Präsidentschaftswahl in Kenia Oktober 2017
Die Präsidentschaftswahl in Kenia Oktober 2017 fand am 26. Oktober statt. Bei ihr wurde der Staatspräsident gewählt.
Die Wahl fand nach der Annullierung der Präsidentschaftswahl vom August statt. Uhuru Kenyatta wurde als Präsident bestätigt, die Wahl wurde jedoch vom Oppositionsführer Raila Odinga boykottiert.

## Ergebnis
| Kandidaten        | Parteien                                                   | Stimmen    | %    |
| ----------------- | ---------------------------------------------------------- | ---------- | ---- |
| Uhuru Kenyatta    | Jubilee Party                                              | 7.483.895  | 98,3 |
| Raila Odinga      | National Super Alliance (ODM – WDM-K – FORD-K – ANC – CCU) | 73.228     | 1,0  |
| Ekuru Aukot       | Thirdway Alliance Kenya                                    | 21.333     | 0,3  |
| Abduba Dida       | Alliance for Real Change                                   | 14.107     | 0,2  |
| Japheth Kaluyu    | Parteilos                                                  | 8.261      | 0,1  |
| Michael Wainaina  | Parteilos                                                  | 6.007      | 0,1  |
| Joseph Nyagah     | Parteilos                                                  | 5.554      | 0,1  |
| Cyrus Jirongo     | United Democratic Party                                    | 3.832      | 0,1  |
| Gesamt            | Gesamt                                                     | 7.616.217  | 100  |
|                   |                                                            |            |      |
| Ungültige Stimmen | Ungültige Stimmen                                          | 37.713     | 0,5  |
| Wähler            | Wähler                                                     | 7.653.930  | 39,0 |
| Wahlberechtigte   | Wahlberechtigte                                            | 19.611.423 |      |
|                   |                                                            |            |      |
| Quelle: IEBC      |                                                            |            |      |